# Okunjowo (Kaliningrad, Tschernjachowsk)
Okunjowo (russisch Окунёво, deutsch Kekorischken, 1938–1945 Auerbach, Kreis Wehlau, litauisch Kekoriškiai) ist ein Ort in der russischen Oblast Kaliningrad. Er gehört zur kommunalen Selbstverwaltungseinheit Stadtkreis Tschernjachowsk im Rajon Tschernjachowsk.

## Geographische Lage
Okunjowo liegt am Ostufer des Baches Auer (russisch: Torfjanka) etwa 23 Kilometer nordwestlich der Rajonstadt Tschernjachowsk (Insterburg). Durch den Ort führt die Kommunalstraße 27K-226 von Krasnooktjabrskoje (Groß Ponnau) nach Dalneje (Groß Schirrau) an der Föderalstraße A216 (einstige deutsche Reichsstraße 138, jetzt auch Europastraße 77) führt. Eine Bahnanbindung besteht nicht.

## Geschichte
Die Gründung von Kekorischken lag in der ersten Hälfte des 17. Jahrhunderts. 1874 wurde der Ort in den Amtsbezirk Plibischken (heute russisch: Gluschkowo) eingegliedert. Er gehörte zum Kreis Wehlau im Regierungsbezirk Königsberg der preußischen Provinz Ostpreußen. 1938 wurde der Ort aus politisch-ideologischen Gründen in „Auerbach (Kreis Wehlau)“ umbenannt.
In Kriegsfolge kam der Ort 1945 mit dem nördlichen Ostpreußen zur Sowjetunion. 1947 erhielt er die russische Bezeichnung „Okunjowo“ und wurde gleichzeitig dem Dorfsowjet Kamenski selski Sowet im Rajon Tschernjachowsk zugeordnet. Von 2008 bis 2015 gehörte Okunjowo zur Landgemeinde Kamenskoje selskoje posselenije und seither zum Stadtkreis Tschernjachowsk.

### Einwohnerentwicklung
| Jahr | Einwohner |
| ---- | --------- |
| 1910 | 183       |
| 1933 | 165       |
| 1939 | 157       |
| 2002 | 17        |
| 2010 | 22        |

## Kirche
Mit seinen meistenteils evangelischen Einwohnern war Kekorischken resp. Auerbach bis 1945 in das Kirchspiel der Kirche Plibischken (heute russisch: Gluschkowo) eingepfarrt und gehörte somit zum Kirchenkreis Wehlau (Snamensk) in der Kirchenprovinz Ostpreußen der Kirche der Altpreußischen Union. Heute liegt Okunjowo im Einzugsbereich der nach 1990 neu entstandenen evangelisch-lutherischen Gemeinde Talpaki (Taplacken), einer Filialgemeinde der Auferstehungskirche in Kaliningrad (Königsberg) in der Propstei Kaliningrad der Evangelisch-lutherischen Kirche Europäisches Russland.